# Шаред
Шаред (словен. Šared, итал. Saredo) је насељено место у општини Изола, Обално-крашка регија, Словенија.

## Историја
До територијалне реорганизације у Словенији био је у саставу старе општине Изола.

## Становништво
У попису становништва из 2011. године, Шаред је имао 587 становника.
| Број становника према пописима | Број становника према пописима | Број становника према пописима |
| ------------------------------ | ------------------------------ | ------------------------------ |
| 1991                           | 2002                           | 2011                           |
| 390                            | 508                            | 587                            |